# Триоп
Триоп (грч. Τρίοπος) је у грчкој митологији било име више личности.

## Етимологија
Име Триоп има значење „са три лица“ или „трооки“.

## Митологија
- Према Хигину и Паусанији, био је краљ Аргоса, Форбантов или Перантов син. Његова деца су била Јас, Агенор, Пелазг и Месена.[2] Форбантов син Триоп се помињао и као краљ Родоса, уз чији пристанак је Тлеполем поделио острво на три дела. Иако је делфско пророчиште саветовало да Хераклиди њега узму за вођу, приликом похода на Пелопонез, Темен се одлучио за Оксила, пошто му коњ није имао једно око. Наиме, изгледа да је пресудило значење Триоповог имена.[1]

- У Овидијевим „Метаморфозама“, али и према другим ауторима, попут Диодора, Аполодора и Хомера, био је један од Хелијада. Због убиства свог брата Тенага, отпловио је са Родоса на Херсонес и касније за Тесалију где је помогао Деукалионовим синовима да протерају Пелазге. У тој земљи је постао краљ и у настојању да сагради сопствени дом, срушио је храм богиње Деметре. Због тога је навукао мржњу становника Тесалије, па је био принуђен да отплови за Херсонес и Карију (у југозападном делу Мале Азије) где је основао Триопијум на територији Книда. Такође се причало да када је срушио Деметрин храм, више није могао да се задовољи било којом количином хране. Пред крај живота је патио од многих болести, све док није послата змија да га нападне. Међутим, када је умро, вољом Деметре је смештен међу звезде. Према неким ауторима, био је син Посејдона и Канаке или је био Лапитов син. Са Хискилом је имао троје деце; Форбанта, Ерисихтона и Ифимедију.[3] Статуу Триопа на коњу су били поставили становници Книда на Делфима.[4]

## Тумачење
Према Роберту Гревсу, Триоп је био грчки колониста на Родосу, који је симболисао „претварање“ тројне богиње Данаје или Дамкине у мушко божанство.